# Zanthoxylum macranthum
Zanthoxylum macranthum är en vinruteväxtart som först beskrevs av Hand.-mazz., och fick sitt nu gällande namn av Cheng Chiu Huang. Zanthoxylum macranthum ingår i släktet Zanthoxylum och familjen vinruteväxter. Inga underarter finns listade i Catalogue of Life.